# Danny Blind
Dirk Franciscus "Danny" Blind, född 1 augusti 1961 i Oost-Souburg, är en nederländsk fotbollstränare och före detta spelare. Under sin spelarkarriär vann han både Champions League och UEFA-cupen med AFC Ajax. Han är far till fotbollsspelaren Daley Blind.

## Spelarkarriär
Danny Blind startade sin karriär i Sparta Rotterdam, där han gjorde debut 1979. Efter sju år i klubben köptes han i juli 1986 till Ajax av tränaren Johan Cruijff. Övergången gjorde dock superstjärnan Marco van Basten rasande, som menade att det var fel att köpa en okänd försvarare från en liten klubb, istället för att köpa en mer namnkunnig.
Med Ajax vann Blind mängder mer turneringar, bland annat Cupvinnarcupen 1987, UEFA-cupen 1992 och Champions League 1995. I Interkontinentala cupen 1995 satte han den avgörande straffen i finalen mot brasilianska Grêmio. Han var även med om att vinna den inhemska ligan, Eredivisie, fem gånger och KNVB Cup fyra gånger.

## Tränarkarriär
Blind startade sin tränarkarriär i Ajax, klubben han spelade för under 13 säsonger. Han utsågs till ny huvudtränare 14 mars 2005 och lämnade klubben drygt ett år senare.
Till säsongen 2007/2008 blev han sportchef för sin moderklubb Sparta Rotterdam. 15 maj 2008 skulle han återvända till Ajax för samma roll där, men bytte senare position med Martin Jol för att istället bli assisterande tränare. Under 2012 blev han assisterande tränare för Nederländernas landslag. 1 juli 2015 ersatte han den sparkade tränaren Guus Hiddink som förbundskapten.

## Meriter

### Som spelare
Ajax
- Eredivisie: 1990, 1994, 1995, 1996, 1998
- KNVB Cup: 1987, 1993, 1998, 1999
- Nederländska supercupen: 1993, 1994, 1995
- Champions League: 1995
- Cupvinnarcupen: 1987
- UEFA-cupen: 1992
- Uefa Super Cup: 1995
- Interkontinentala cupen: 1995

### Som tränare
Ajax
- KNVB Cup: 2006
- Nederländska supercupen: 2005